# Икономически грабеж
Икономическият грабеж (на немски: Raubwirtschaft) е немски икономически термин въведен в употреба за икономическата теория по повод използваните нетрадиционни колониални форми на икономическа организация на труда и принуда с цел ограбване ресурсите на дадена страна или територия през 19 век. Колонизираната страна и население в случаите на икономически грабеж не представляват интерес за колонизатора, освен с оглед на притежаваните природни богатства. Икономическият грабеж е нецивилизована форма на управление, срещан най-често в колониална Африка. Нарицателен пример за икономически грабеж е управлението на Свободната държава Конго от белгийския крал Леополд II като личен апанаж.